# ألين شون
ألين شون (بالإنجليزية: Allen Shawn)‏ هو عازف بيانو وكاتب وملحن أمريكي، ولد في 27 أغسطس 1948 في الولايات المتحدة.

## وصلات خارجية
- ألين شون على موقع ميوزك برينز (الإنجليزية)
- ألين شون على موقع قاعدة بيانات برودواي على الإنترنت (الإنجليزية)
- ألين شون على موقع أول ميوزيك (الإنجليزية)
- ألين شون على موقع ديسكوغز (الإنجليزية)